# Ærø Redningskorps
Ærø Redningskorps er en rednings- og brandstation i Dunkær på Ærø. Den blev oprettet i 1934 af Hans J. Nielsen og Rasmus Hansen, ved deres vognmandsforretning. 
Korpset startede med en brandbil og en kranvogn. I 1942 fik de to ambulancer.
Ærø Redningskorps er det eneste redningskorps på Ærø og er et selvstændigt selskab ejet af Kurt Hansen. Selskabet, der samarbejder med Falck, udfører autohjælp og brandslukning for Ærø Kommune. Falcks abonnenter får hjælp på Ærø i henhold til aftaler med Falck. Firmaet er også beskæftiget med vognmands-og entreprenørkørsel.

## Eksterne referencer
- https://ærø-redningskorps.dk/ korpsets hjemmeside

54°50′55″N 10°24′50″Ø / 54.8485°N 10.41389°Ø